# Orophea torulosa
Orophea torulosa är en kirimojaväxtart som beskrevs av John Hutchinson. Orophea torulosa ingår i släktet Orophea och familjen kirimojaväxter. Inga underarter finns listade i Catalogue of Life.